# District de Reasi
Le district de Reasi (ourdou : ضلع ریاسی) est un district du territoire du Jammu-et-Cachemire, en Inde.

## Géographie
Au recensement de 2011, sa population compte 314 667 habitants.
Son chef-lieu est la ville de Reasi. 